# Эдельштейн, Гершон
Гершон Йерахмиэль Эдельштейн (18 апреля 1923, Шумячи, Смоленская губерния — 30 мая 2023[…], Бней-Брак, Тель-Авивский округ) — один из лидеров литовского направления в ультраортодоксальном иудаизме. Был главой Поневежской иешивы в Бней-Браке и высокопоставленным лидером партии «Яхадут ха-Тора». Президент ваад-хайешивот, духовный лидер партии Дегель ха-Тора.

## Биография
Родился в семье раввинов (отец — раввин Цви Йегуда Эдельштейна, мать — Мирьям, дочь раввина Мордехая Шломо Мовшевича) в городке Шумячи близ Смоленска. Прибыл в Подмандатную Палестину в 1934 году (по другим данным — 1936). В 1945 Гершон стал преподавателем в йешиве, затем главой ешивы студентов, переживших Холокост.
В 1947 году Гершон Эдельштейн основал Поневежскую ешиву — одну из самых престижных и влиятельных ешив в мире.
В 2000 году возглавил ешиву Поневеж в Бней-Браке.
После смерти равина Каневского в 2022 году стал его преемником.
Умер 30 мая 2023 года в возрасте ста лет.